# María Vicente
María Vicente García (* 28. März 2001 in L’Hospitalet de Llobregat) ist eine spanische Leichtathletin, die im Siebenkampf sowie im Weit- und Dreisprung an den Start geht.

## Sportliche Laufbahn
Erste internationale Erfahrungen sammelte María Vicente bei den U18-Weltmeisterschaften 2017 in Nairobi, bei denen sie mit 5612 Punkten die Goldmedaille im Siebenkampf gewann. Anschließend siegte sie mit 13,72 m auch beim Europäischen Olympischen Jugendfestival in Győr im Dreisprung. 2018 siegte sie mit neuem Weltrekord von 6221 Punkten im Siebenkampf bei den U18-Europameisterschaften ebendort. Zudem gewann sie auch mit 13,95 m Gold im Dreisprung und setzte sich in einem hochklassigen Wettkampf gegen die Bulgarin Alexandra Natschewa durch. Damit qualifizierte sie sich für die Europameisterschaften in Berlin, bei denen sie aber mit 13,50 m in der ersten Runde ausschied. Im Oktober gewann sie bei den Olympischen Jugendspielen in Buenos Aires mit 13,67 m die Silbermedaille hinter Natschewa. 2019 verbesserte sie in Antequere den spanischen Hallenrekord im Fünfkampf auf 4412 Punkte und qualifizierte sich damit für die Halleneuropameisterschaften in Glasgow, bei denen sie mit 4363 Punkten auf den neunten Platz gelangte. Mitte Juli siegte sie bei den U20-Europameisterschaften in Borås mit neuem spanischem Rekord von 6115 Punkten im Siebenkampf und konnte ihr Finalrennen mit der spanischen 4-mal-100-Meter-Staffel nicht beenden. 2021 steigerte sie den spanischen Hallenrekord im Fünfkampf auf 4501 Punkte und startete dann bei den Halleneuropameisterschaften in Toruń, musste dort aber ihren Wettkampf vorzeitig beenden. 2021 steigerte sie beim 34. Multistar in Lana den Landesrekord auf 6304 Punkte und qualifizierte sich dann über die Weltrangliste für die Olympischen Sommerspiele in Tokio, bei denen sie mit 6117 Punkten den 18. Platz belegte.
2022 startete sie im Siebenkampf bei den Europameisterschaften in München und konnte dort ihren Wettkampf am zweiten Tag nicht beenden. Im Jahr darauf siegte sie mit 14,21 m im Dreisprung bei den U23-Europameisterschaften in Espoo und belegte dort mit 6,56 m den vierten Platz im Weitsprung. Anschließend verpasste sie bei den Weltmeisterschaften in Budapest mit 6,59 m den Finaleinzug im Weitsprung und schied auch im Dreisprung mit 14,13 m in der Vorrunde aus. 2024 verbesserte sie den spanischen Hallenrekord im Fünfkampf in Aubiére auf 4728 Punkte und reiste damit als Weltjahresbeste zu den Hallenweltmeisterschaften in Glasgow, bei denen sie sich im Hochsprung eine verletzung im Fuß zuzog und daraufhin ihren Wettkampf vorzeitig beenden musste.
2019 wurde Vicente spanische Meisterin Siebenkampf und 2021 im 200-Meter-Lauf. Zudem wurde sie von 2019 bis 2022 Hallenmeisterin im Fünfkampf sowie 2024 über 60 m Hürden.

## Persönliche Bestleistungen
- 200 Meter: 23,03 s (+0,5 m/s), 27. Juni 2021 in Getafe
  - 200 Meter (Halle): 23,34 s, 8. Januar 2022 in Salamanca
- 100 m Hürden: 13,41 s (+0,2 m/s), 10. Juli 2021 in L'Hospitalet
  - 60 m Hürden (Halle): 8,06 s, 18. Februar 2024 in Ourense
- Weitsprung: 6,80 m (+1,6 m/s), 16. Juli 2022 in Donostia-San Sebastián
- Dreisprung: 14,21 m (+1,9 m/s), 2. Juli 2023 in Tarragona
- Siebenkampf: 6304 Punkte, 25. April 2021 in Lana (spanischer Rekord)
  - Fünfkampf (Halle): 4728 Punkte, 28. Januar 2024 in Aubière (spanischer Rekord)